# Patoka (Illinois)
Patoka est un village du comté de Marion dans l'Illinois, aux États-Unis,. Situé au nord-ouest du comté, il est incorporé le 12 septembre 1885.

## Démographie
Lors du recensement de 2010, le village comptait une population de 584 habitants. Elle est estimée, en 2016, à 565 habitants.

### Source de la traduction
- (en) Cet article est partiellement ou en totalité issu de l’article de Wikipédia en anglais intitulé « Patoka, Illinois » (voir la liste des auteurs).